# 小林市立東方中学校
小林市立東方中学校（こばやししりつ ひがしかたちゅうがっこう）は、宮崎県小林市東方にある公立中学校。

## 概要
歴史
1947年（昭和22年）の学制改革の際に開校。現校名となったのは1950年（昭和25年）。
校歌
1950年（昭和25年）に制定。
校区
「東方一区(坂下を除く。)、東方二区、真方二区(高山、東高山、西高山、中高山、本高山、木切倉、瀬ノ口)、真方三区(新田場、東新田場、北新田場、南新田場)、その他(新小原、南小原、富本、浜ノ瀬)」。中学校区は小林市立東方小学校。

## 沿革
- 1947年（昭和22年）
  - 5月8日  - 学制改革により新制中学校「小林町立東方中学校」が開校。東方小学校に併設。学級数5、生徒数208名。
  - 8月16日 - 教師と父母の会が発足。
- 1949年（昭和24年）
  - 4月11日 - 第1回校舎建設工事が完了し、5教室が完成。
  - 5月10日 - 教師と父母の会がPTAとなる。
- 1950年（昭和25年）
  - 4月1日 - 小林市の発足（市制施行）により、「小林市立東方中学校」（現校名）に改称。
  - 9月15日 - 校旗を制定。
  - 11月5日 - 校歌を制定。
- 1963年（昭和38年）3月 - 体育館が完成。
- 1966年（昭和41年）12月 - 理解室が完成。
- 1969年（昭和44年）4月 - 特殊学級を設置。
- 1970年（昭和45年）12月 - 技術室、家庭科室が完成。
- 1972年（昭和47年）12月 - 管理棟を改築。
- 1975年（昭和50年）10月 - プールが完成。
- 1989年（平成元年）9月 - 水洗トイレを設置。
- 1990年（平成2年）12月 -  桜を学校の花に、藤を学校の木に設定。
- 1992年（平成4年）1月 - コンピューター室を設置。
- 1997年（平成9年）4月 - 学校給食を開始。
- 1999年（平成11年）- 新校舎が完成。
- 2005年（平成 17年）4月1日 - 2学期制を導入。宮崎県立都城養護学校小林校（中学部）が併設される。
- 2008年（平成20年）4月1日 - 併設の宮崎県立都城養護学校小林校が「宮崎県立都城きりしま支援学校小林校」に改称。
- 2009年（平成21年）4月1日 - 小林市立東方小学校と連携型小中一貫教育を開始。
- 2013年（平成25年）9月 - 東方（小中）合同運動会を小学校グラウンドで実施。
- 2020年（令和2年）4月1日 - 併設の宮崎県立都城きりしま支援学校小林校が「宮崎県立小林こすもす支援学校」に改称。

## アクセス
最寄りの鉄道駅
- JR九州 吉都線 「小林駅」

最寄りのバス停
- 小林市コミュニティバス 上九瀬線・上原循環線「東方」バス停

最寄りの幹線道路
- 国道265号　「東方中学校入口」交差点

## 周辺
- 東方郵便局
- 東方保育園
- 小林市立東方小学校
- 熊野神社